# Discothyrea oculata
Discothyrea oculata är en myrart som beskrevs av Carlo Emery 1901. Discothyrea oculata ingår i släktet Discothyrea och familjen myror. Inga underarter finns listade i Catalogue of Life.

## Bildgalleri

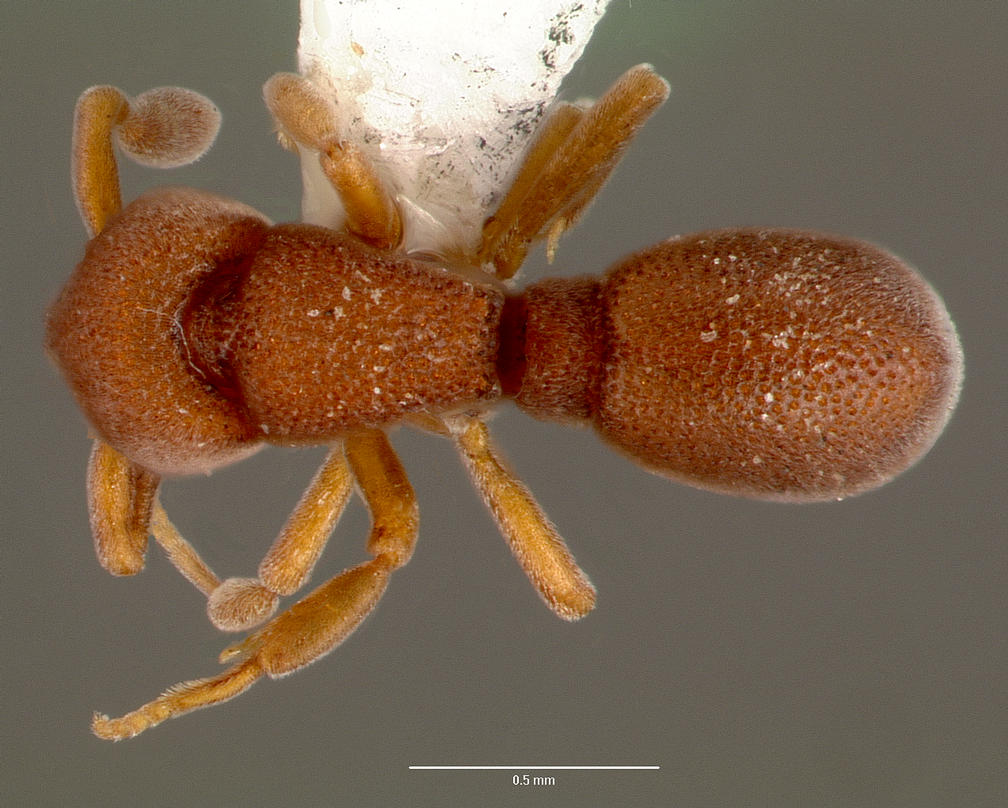
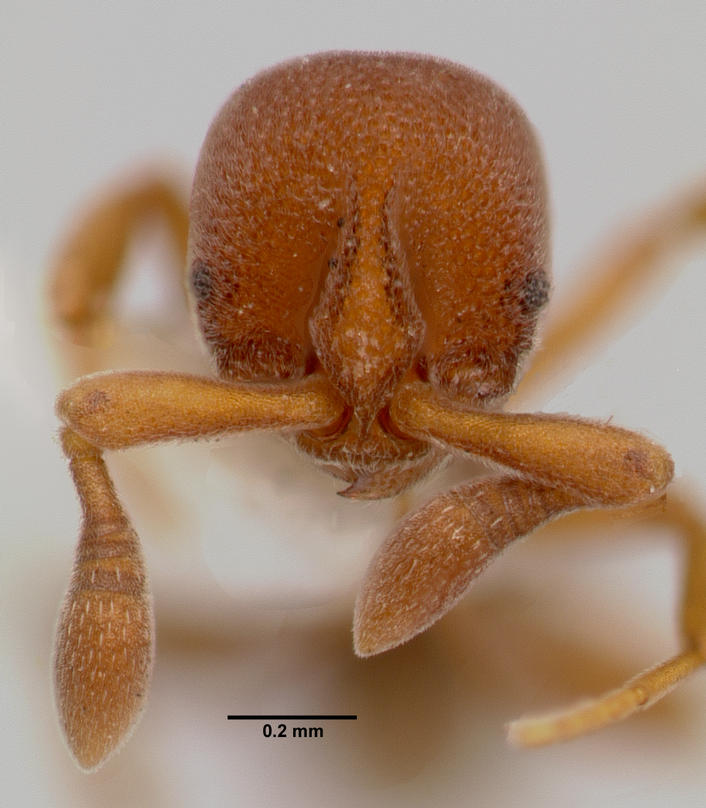
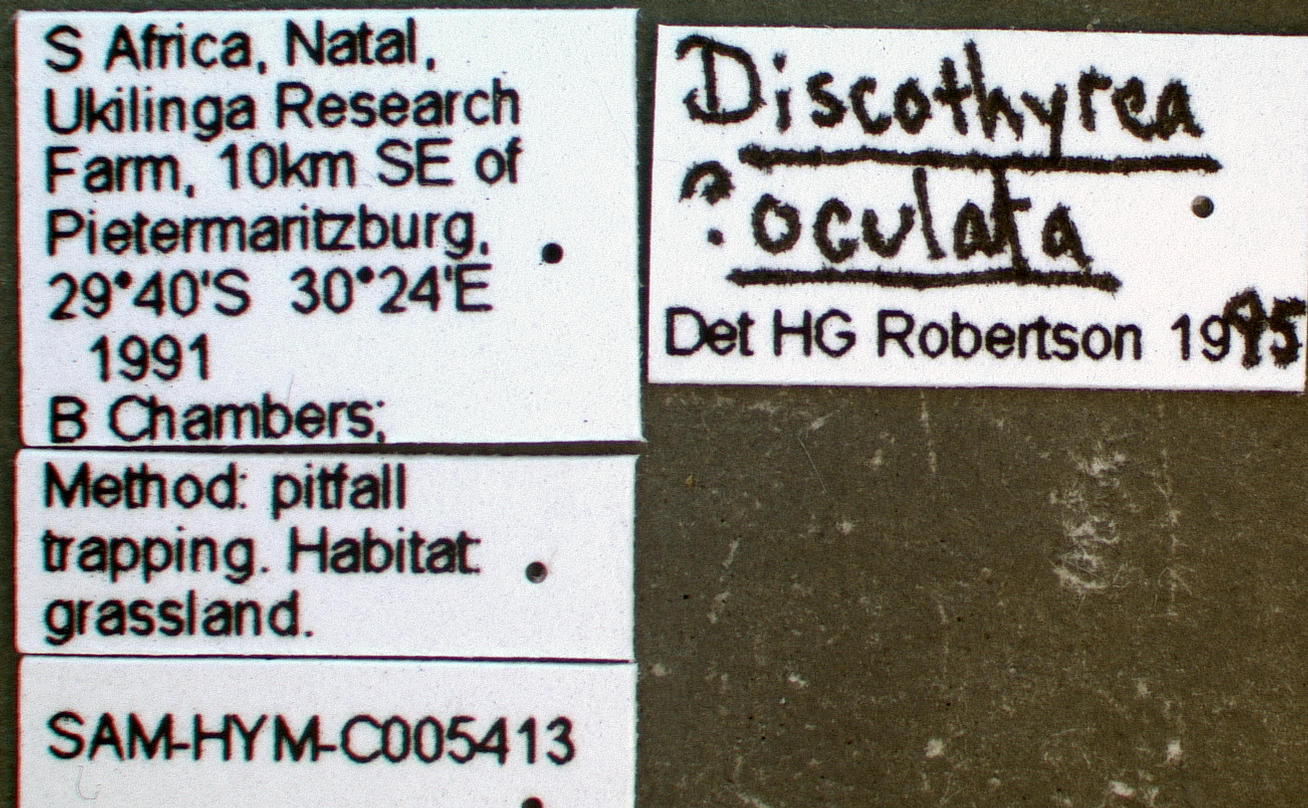
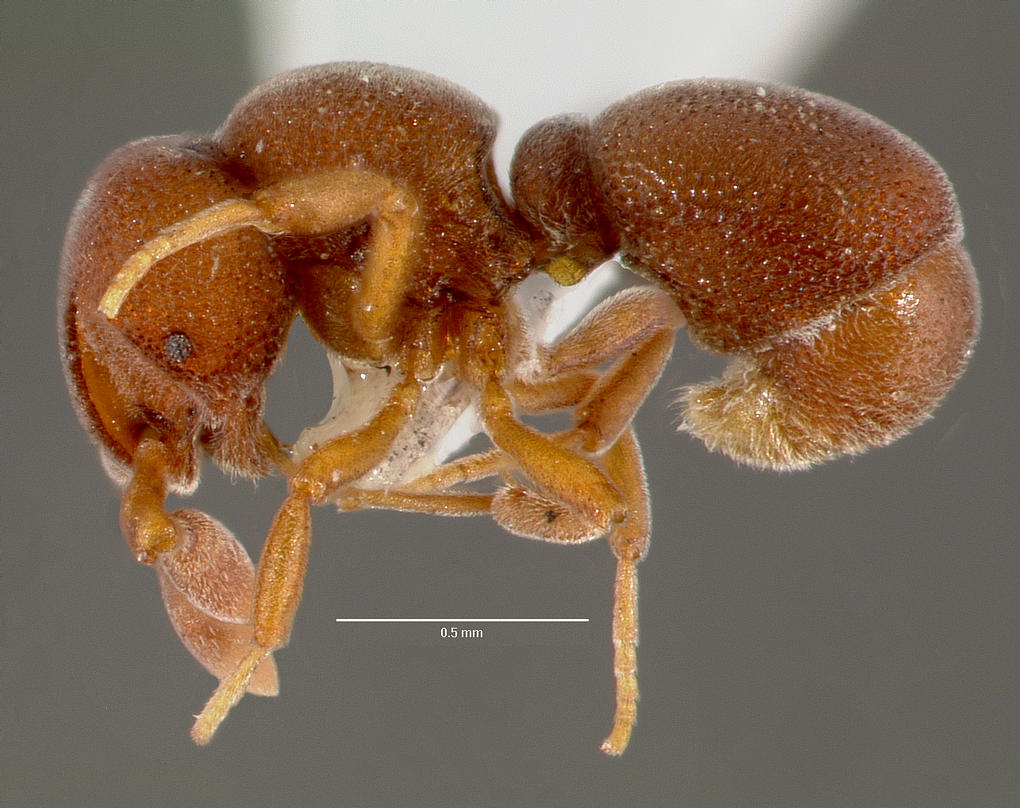